# If I Can't

Capa do Single

"If I Can't" é o quarto single do álbum de estreia do rapper 50 Cent, Get Rich or Die Tryin'. Foi lançado em 16 de setembro de 2003, em parceria com as gravadoras Aftermath Entertainment, Interscope Records e Shady Records. Foi produzida por Dr. Dre.

## Paradas musicais
| Chart (2003)                                    | Melhor posição |
| ----------------------------------------------- | -------------- |
| Australian Singles Chart                        | 22             |
| German Singles Chart                            | 34             |
| UK Singles Chart ^                              | 10             |
| U.S. Billboard Hot 100                          | 76             |
| U.S. Billboard Hot Rap Tracks                   | 15             |
| U.S. Billboard Hot R&B/Hip-Hop Singles & Tracks | 34             |

## Remixes
- "If I Can't" feat. Jay-Z em uma faixa bônus para o DVD 50 Cent: The New Breed [4]